# Conus dalli
Conus dalli är en snäckart som beskrevs av Robert Edwards Carter Stearns 1873. Conus dalli ingår i släktet Conus och familjen kägelsnäckor. Inga underarter finns listade i Catalogue of Life.

## Bildgalleri

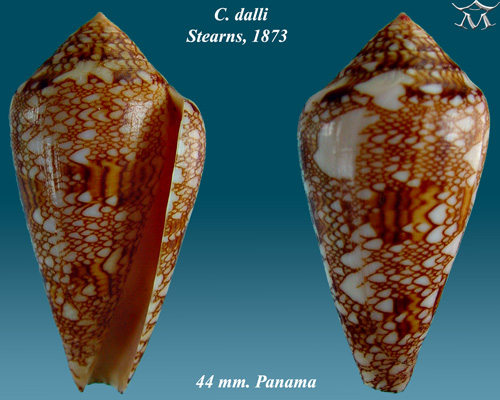
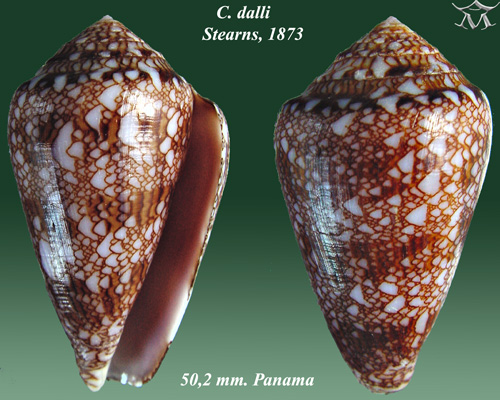
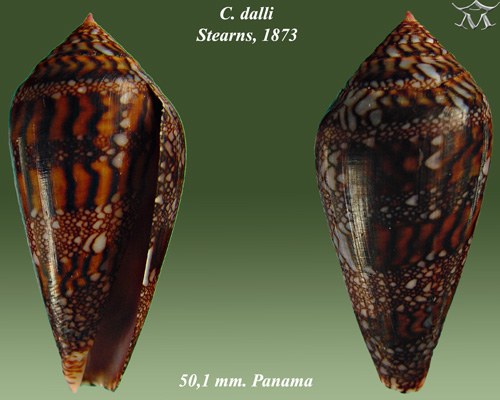